# Championnat du Vietnam d'échecs
Le championnat vietnamien d'échecs est organisé chaque année depuis 1980 par la Fédération d'échecs du Vietnam (en vietnamien : Liên đoàn Cờ Việt Nam) qui a rejoint la FIDE en 1988. La fédération organise également un championnat d'échecs féminin vietnamien annuel depuis 1983.

## Vainqueurs du championnat national
| Année       | Masculin               | Féminin                |
| ----------- | ---------------------- | ---------------------- |
| 1980[3],[4] | Lưu Đức Hải            | –                      |
| 1981[4]     | Đặng Tất Thắng         | –                      |
| 1982[4]     | Đặng Vũ Dũng           | –                      |
| 1983        | Đặng Tất Thắng[4]      | Phạm Thị Hòa[2]        |
| 1984[4]     | Đặng Tất Thắng         | Lê Thị Phương Ngọc     |
| 1985[4]     | Đặng Vũ Dũng           | Lê Thị Phương Ngọc     |
| 1986[4]     | Từ Hoàng Thông         | Ngô Huyền Châu         |
| 1987        | Từ Hoàng Thông[5]      | Phạm Ngọc Thanh[6]     |
| 1988        | Hồ Văn Huỳnh           | Ngô Huyền Châu         |
| 1990        | Hồ Văn Huỳnh           | Phạm Ngọc Thanh[6]     |
| 1991        | Từ Hoàng Thông[5]      | Khương Thị Hồng Nhung  |
| 1992        | Đào Thiên Hải[7]       | Phan Huỳnh Băng Ngân   |
| 1993        | Nguyễn Anh Dũng[8]     | Nguyễn Thị Thuận Hóa   |
| 1994        | Tô Quốc Khanh          | Hoàng Mỹ Thu Giang[9]  |
| 1995        | Nguyễn Anh Dũng[8]     | Mai Thanh Hương        |
| 1996        | Từ Hoàng Thái          | Trần Thị Kim Loan      |
| 1997        | Nguyễn Anh Dũng[8]     | Nguyễn Thị Thuận Hóa   |
| 1998        | Từ Hoàng Thông[5]      | Lê Kiều Thiên Kim[10]  |
| 1999        | Đào Thiên Hải[7]       | Lê Thị Phương Liên[11] |
| 2000        | Từ Hoàng Thông[5],[12] | Võ Hồng Phượng[13]     |
| 2001[14]    | Đào Thiên Hải          | Nguyễn Thị Thanh An    |
| 2002[15]    | Đào Thiên Hải[7]       | Lê Kiều Thiên Kim      |
| 2003[16]    | Bùi Vinh (d)[17]       | Nguyễn Thị Thanh An    |
| 2004[18]    | Đào Thiên Hải[12]      | Hoàng Xuân Thanh Khiết |
| 2005[19]    | Nguyễn Anh Dũng[12]    | Nguyễn Thị Thanh An    |
| 2006[20]    | Nguyễn Anh Dũng[12]    | Lê Kiều Thiên Kim      |
| 2007[21]    | Lê Quang Liêm[12]      | Lê Kiều Thiên Kim      |
| 2008[22]    | Nguyễn Văn Huy         | Phạm Lê Thảo Nguyên    |
| 2009[23]    | Bùi Vinh[12]           | Lê Thanh Tú            |
| 2010[24]    | Lê Quang Liêm[12]      | Hoàng Thị Bảo Trâm     |
| 2011[25]    | Đào Thiên Hải[12]      | Nguyễn Thị Mai Hưng    |
| 2012[26]    | Nguyễn Đức Hòa         | Phạm Lê Thảo Nguyên    |
| 2013[27]    | Nguyễn Đức Hòa         | Nguyễn Thị Mai Hưng    |
| 2014[28]    | Nguyễn Đức Hòa         | Hoàng Thị Như Ý        |
| 2015[29]    | Nguyễn Văn Huy         | Hoàng Thị Bảo Trâm     |
| 2016[30]    | Nguyễn Anh Khôi        | Hoàng Thị Bảo Trâm     |
| 2017[31]    | Trần Tuấn Minh         | Hoàng Thị Bảo Trâm     |
| 2018[32]    | Trần Tuấn Minh         | Hoàng Thị Bảo Trâm     |
| 2019        | Nguyễn Anh Khôi        | Phạm Lê Thảo Nguyên    |
| 2020[33]    | Lê Tuấn Minh           | Lương Phương Hạnh      |
| 2021        | Trần Tuấn Minh         | Phạm Lê Thảo Nguyên    |
| 2022[34]    | Trần Tuấn Minh         | Võ Thị Kim Phụng       |
| 2023[35]    | Trần Tuấn Minh         | Võ Thị Kim Phụng       |
| 2024        | Bành Gia Huy           | Bạch Ngọc Thùy Dương   |